# Feistritz bei Anger
Pour les articles homonymes, voir Feistritz.
Feistritz bei Anger est une ancienne commune autrichienne du district de Weiz en Styrie qui a été rattachée au bourg d'Anger le 1er janvier 2015.